# Tetracaina
La tetracaina o ametocaina è un principio attivo usato - sotto forma di tetracaina cloridrato - come anestetico, specie per anestesie locali e spinali e durante manovre diagnostiche potenzialmente dolorose.
La tetracaina appartiene alla famiglia di farmaci anestetici locali di tipo estere. Funziona bloccando l'invio degli impulsi nervosi. 
La tetracaina è stata brevettata nel 1930 ed è entrata in uso nel 1941. È inclusa nell'elenco dei medicinali essenziali dell'Organizzazione mondiale della sanità.

## Usi medici
La tetracaina è un principio attivo applicato come analgesico di applicazione locale, ad esempio per il trattamento delle emorroidi  o per intorpidire gli occhi, il naso o la gola. La tetracaina si può utilizzare anche per determinate manovre diagnostiche di modesta invasività, sempre con funzione di alleviare il dolore. Per esempio può essere applicata sulla pelle prima delle iniezioni per ridurre il dolore derivato dalla procedura. 

## Effetti collaterali
L'effetto collaterale più comune è una sensazione di bruciore nel sito di utilizzo. Le reazioni allergiche si verificano raramente. L'uso sugli occhi a lungo termine non è raccomandato perché potrebbe rallentare la guarigione.
Non è chiaro se l'uso durante la gravidanza è sicuro per il bambino.

## Meccanismo d'azione
La tetracaina viene usata nella ricerca biomedica per alterare la funzione dei canali del calcio (recettori della rianodina) che controllano il rilascio di calcio dalle riserve intracellulari. La tetracaina è un bloccante allosterico del canale. A basse concentrazioni, provoca un'inibizione del rilascio di calcio, mentre ad alte concentrazioni, blocca completamente il rilascio.